# Porto (distrikt)

Portos distrikt i Portugal

Distrito do Porto är ett av Portugals 18 distrikt vars residensstad är Porto.

## Geografi
Distriktet ligger i norra Portugal vid Atlanten. 
Det har 1 781 826 invånare och en yta på 2 395 km².

## Kommuner
Portos distrikt omfattar 18 kommuner.
- Amarante
- Baião
- Felgueiras
- Gondomar
- Lousada
- Maia
- Marco de Canaveses
- Matosinhos
- Paços de Ferreira
- Paredes
- Penafiel
- Porto
- Póvoa de Varzim
- Santo Tirso
- Trofa
- Valongo
- Vila do Conde
- Vila Nova de Gaia